# Cordia panicularis
Cordia panicularis är en strävbladig växtart som beskrevs av Edward Rudge. Cordia panicularis ingår i släktet Cordia, och familjen strävbladiga växter. Inga underarter finns listade i Catalogue of Life.